# Ravna Gora (Ivanjica)
Pour les articles homonymes, voir Ravna Gora.
Ravna Gora (en serbe cyrillique : Равна Гора) est un village de Serbie situé dans la municipalité d’Ivanjica, district de Moravica. Au recensement de 2011, il comptait 104 habitants.

## Démographie
| 1948 | 1953 | 1961 | 1971 | 1981 | 1991 | 2002 | 2011 |
| ---- | ---- | ---- | ---- | ---- | ---- | ---- | ---- |
| 434  | 320  | 312  | 178  | 318  | 121  | 105  | 104  |

|  |